# 皮纽格
皮纽格（羅馬化：Pinyug）是俄罗斯基洛夫州的市级镇，属波多西诺韦茨区，地处基洛夫州西北部，在区行政中心波多西诺韦茨东偏南、州府基洛夫西北方。设有同名铁路车站。
该地2021年人口有1,626人；2010年人口2,344；2002年人口3,006；1989年人口4,020。